# Březňák

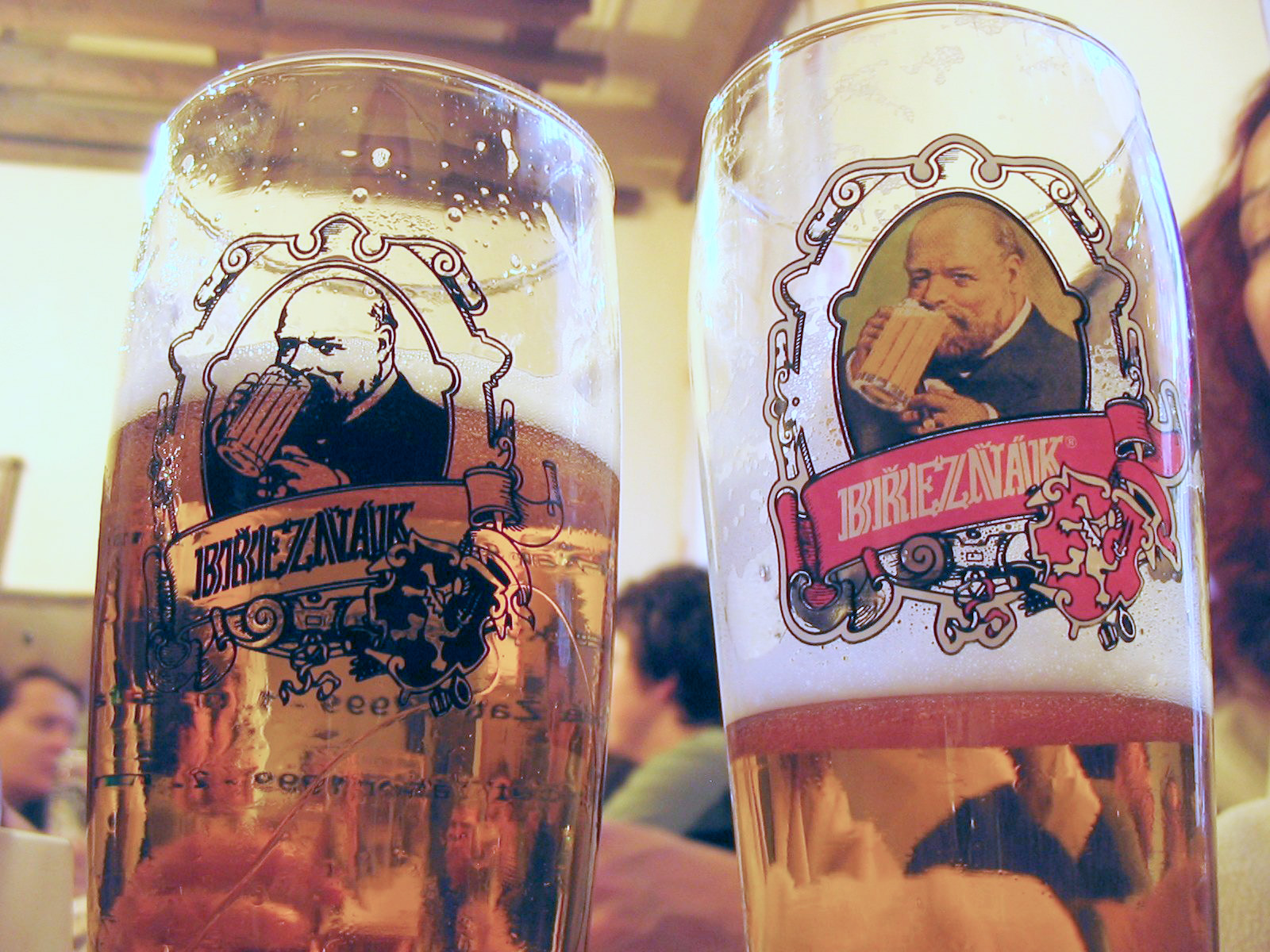

Březňák – czeska marka piwa produkowana przez browar o tej samej nazwie w Velké Březno, należący do koncernu Heineken.
Browar został założony w 1753.

## Rodzaje piwa Březňák
- Březňák – světlý ležák[3], piwo typu pilzneńskiego, zaw. alk.: 5,1%,
- Březňák – světlé výčepní[3], piwo jasne, zaw. alk.: 4,1%,
- Březňák – tmavé výčepní, piwo ciemne, zaw. alk.: 3,8%,
- Březňák – světlé speciální, piwo jasne o ekstrakcie 14°, zaw. alk.: 6,5%.